# Ajonc de Le Gall
Ulex gallii
Pour les articles homonymes, voir Le Gall.
Espèce
L'ajonc de Le Gall (Ulex gallii) est une espèce de plantes à fleurs dicotylédones de la famille des Fabaceae, originaire d'Europe occidentale. Ce sont de petits arbrisseaux épineux, d'environ 50 cm de haut, à feuilles persistantes, qui croissent dans les milieux maritimes des côtes de l'Atlantique de l'Écosse à l'Espagne.
L'espèce a été décrite par Planchon en 1849 dans les Annales des Sciences naturelles de Paris (Ser. 3,11 : 213).

## Étymologie

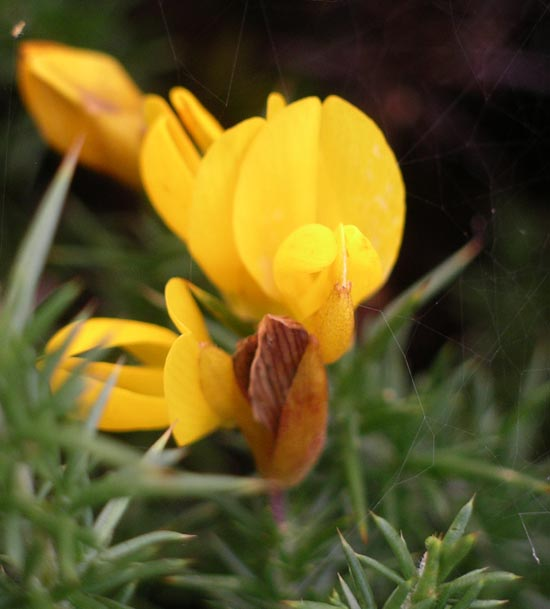
Ulex gallii.

Il doit son épithète spécifique, gallii » à Nicolas Joseph Marie Le Gall de Kerinou qui avait le premier distingué cet ajonc de l'ajonc de Provence, mais qui n'avait pu faire paraître l'ouvrage dans lequel il décrivait la nouvelle espèce avant que Planchon ne la décrive en 1849.

## Habitat
C'est une espèce des landes mésophiles, intermédiaire entre l'ajonc d'Europe et l'ajonc nain. Il pousse fréquemment en association avec la bruyère cendrée et la bruyère callune.

## Répartition
En France :
- Bretagne (29,35,44,56), dont sur les îles par ex. : Ouessant) ou en forêt de Paimpont (Gérard Ducerf)
- Département de la Manche (50), dont les landes du Bruley à Fermanville
- Pyrénées-Atlantiques (64)
- Landes (40)

## Description

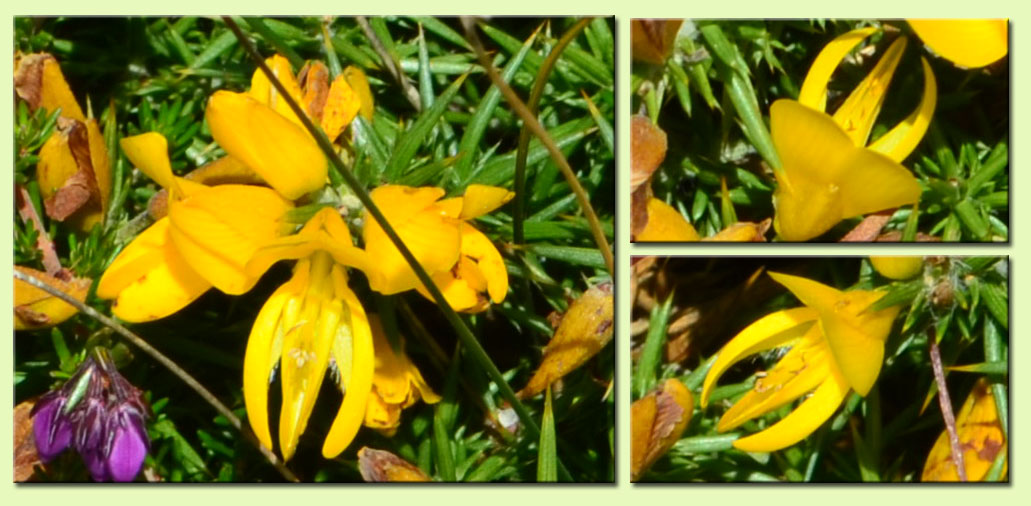
Fleur, vue sous différents angles (Cap de la Chèvre, presqu'île de Crozon, juillet 2011.

Cet arbrisseau mesure de 50 cm à 1,5 m, et jusqu'à une trentaine de cm de hauteur dans les milieux exposés (falaises et bord de mer venteux).
Il est très ramifié-diffus, à rameaux peu velus, à épines dures (correspondant à des feuilles modifiées) et plus fournies que Ulex europaeus.

Les feuilles sont linéaires-lancéolées.

Les fleurs sont jaunes à jaune-orangé ; proportionnellement grandes (à peu près aussi grandes que celles de l'ajonc d'Europe ; 12-13 mm de long), au calice pubescent à poils appliqués ; aux ailes un peu plus longues, rarement plus courtes que la carène. la floraison a lieu de juillet à novembre.

Fruit : c'est une gousse venue, oblongue, large de 5 mm contenant 6 graines.